# پایش گازهای گلخانه‌ای
پایش گازهای گلخانه‌ای روشی مستقیم ابرای اندازه‌گیری میزان انتشار گازهای گلخانه ای و سطوح این گاز‌ها در جو می‌باشد. روش‌های مختلفی برای اندازه‌گیری غلظت دی‌اکسید کربن در جو از جمله تجزیه و تحلیل مادون قرمز و مانومتری وجود دارد. متان و اکسید نیتروژن نیز توسط سایر ابزار‌های خاص اندازه‌گیری می‌شوند. مقادیر نشر این نوع گاز‌ها در فضا و توسط رصدخانه مدارگرد کربن و ایستگاه‌های زمینی انجام می‌گیرد.

## روش‌شناسی

### پایش و اندازه‌گیری مستقیم:
- مانومتری
- تحلیلگر گازی مادون قرمز
- تیترومتری
- لیدار جذب تفاضلی
- طیف سنجی فوریه

### پایش و اندازه گیری ماهواره‌ای:
- رصدخانه مدارگرد کربن (OCO-3 ,OCO-2, OCO)
- ماهواره پایش و رصد گازهای گلخانه ای (GOSat)

### پایش و اندازه‌گیری از طریق ایستگاه‌های زمینی:
- سیستم یکپارچه مشاهده کربن (ICOS)

## پایش دی‌اکسید کربن

### مانومتری
مانومتری یک ابزار اندازه‌گیری کلیدی و پرکاربرد جهت اندازه‌گیری دی‌اکسید کربن در جو می‌باشد. این کار با اندازه‌گیری حجم، دما و فشار مقدار معینی از هوای خشک انجام می‌شود. در گام بعدی نمونه هوا به دست آمده با عبور از چندلایه یخ خشک،  خشک می‌شود و بعد از این کار در یک ظرف پنج لیتری جمع‌آوری می‌شود. دمای ای نمونه از طریق دماسنج اندازه‌گیری می‌شود و فشار آن با استفاده از روش مانومتری محاسبه می‌شود. بعد از این مراحل، با اضافه کردن نیتروژن مایع امکان فشرده سازی دی‌اکسید کربن را فراهم می‌کند تا حجم آن قابل اندازه‌گیری شود. قانون گاز ایده‌آل در این شرایط فشاری دقتی در حدود ۰٫۳ درصد دارد.

### تحلیلگر گازی مادون قرمز
تحلیلگرهای مادون قرمز در رصدخانه ماونا لوا و در مؤسسه اقیانوس‌شناسی اسکریپس بین سال‌های ۱۹۵۸ و ۲۰۰۶ مورد استفاده قرار می‌گرفتند. تحلیلگرهای IR با پمپاژ هوای خشک بخ درون نمونه ناشناخته با طول ۴۰ سانتیمتر عمل می‌کنند. یک سلول مرجع دی‌اکسید کربن- عاری از هوا و خشک و فیلامان درخشان از جنس نیکروم که از خود امواج IR با طول موج بلند از خود مرتعش می‌کند که این پرتو به دو پرتو تقسیم می‌شود و از سلول‌های گاز عبور می‌کند. دی‌اکسید کربن بخشی از تابش را جذب میکند و به بقیه پرتوها اجازه عبور می‌دهد تا تابش بیشتری که از طریق سلول مرجع عبور کنند و به آشکارساز برسد. داده‌ها در یک ضبط‌کننده نمودار نوار جمع‌آوری می‌شوند. غلظت دی‌اکسید کربن در نمونه با کالیبراسیون با یک گاز استاندارد شناخته شده حاوی مقادیر مشخص دی‌اکسید کربن محاسبه می‌شود.

### تیترومتری
تیتراسیون، که به عنوان تیترومتری نیز شناخته می شود ، یک روش آزمایشگاهی متداول در تجزیه و تحلیل کمی شیمیایی است که برای تعیین غلظت ناشناخته یک گونه شناسایی شده استفاده می شود.تیترومتری روش دیگری برای اندازه‌گیری دی‌اکسید کربن موجود در جو است که برای اولین بار توسط یک گروه اسکاندیناویایی در ۱۵ ایستگاه مختلف زمینی استفاده شد. این کار با عبور یک نمونه هوای ۱۰۰٫۰ میلی لیتری از محلول هیدروکسید باریم حاوی نشانگر کرزولفتالئین کردند.

## پایش گاز متان

### لیدار جذب تفاضلی

شماتیکی از نحوه عملکرد لیدار در اندازه گیری آلاینده ها و غلظت گازها

می توان از لیدار برای مطالعه ترکیبات گازی جوی استفاده کرد. گازهای مختلف، امواج نور با طول موج‌های مختلف را به میزان متفاوتی جذب می‌کنند، بنابراین می‌توانیم با تاباندن دو پرتوی لیزر با طول موج‌های متفاوت از یک هواپیما یا هلیکوپتر و بررسی میزان جذب یا بازتاب هر طول موج، از راه دور وجود گازها را در محلی خاص بررسی کنیم. لیدار جذب تفاضلی مادون قرمز با تفکیک برد (DIAL) وسیله‌ای برای اندازه‌گیری انتشار متان از منابع گوناگون، از جمله مکان‌های دفن زباله فعال و بسته و همچنین صنایع مخالف است. DIAL اسکن‌های متعدد عمودی از بالای منابع تولید متان تهیه می‌کند و سپس اسکن‌ها را به صورت مکانی جدا می‌کند تا انتشار متان را از منابع جداگانه اندازه‌گیری کند. اندازه‌گیری انتشار متان یک جنبه حیاتی در تحقیقات تغییرات آب و هوایی است، زیرا متان یکی از تاثیرگذارترین گونه‌های هیدروکربنی گازی است.

## پایش اکسید نیتروژن

### آزمایش شیمیایی اتمسفر - طیف‌سنج تبدیل فوریه (ACE-FTS)
اکسید نیتروژن یکی از مهمترین عوامل  تخریب کننده لایه ازن در جو است. این گاز عمدتاً از طریق منابع طبیعی مانند خاک و سنگ و همچنین فرآیندهای انسانی مانند کشاورزی و فعالیت های شهرسازی و حمل و نقل در جو منتشر می‌شود. اکسید نیتروژن اتمسفر نیز به عنوان محصول واکنش بین نیتروژن و ازن برانگیخته الکترونیکی در ترموسفر پایین در جو ایجاد می شود.
هدف از تکنیک های طیف سنجی جذبی اندازه گیری میزان نور جذب یک نمونه در هر طول موج است. ساده ترین روش برای انجام این کار ، روش “طیف سنجی پراکندگی” ، تاباندن یک پرتو نور تک رنگ به یک نمونه ، اندازه گیری میزان جذب نور و تکرار برای هر طول موج مختلف است که در نتیجه این عمل تشخیص گونه های مختلف و همچنین تخمین مقدار کمی آنها میباشد. طیف‌سنج تبدیل فوریه- آزمایش شیمی اتمسفر ( ACE-FTS ) ابزاری است که برای اندازه‌گیری غلظت اکسید نیتروژن در تروپوسفر بالایی و پایینی مورد استفاده قرارمیگیرد. این ابزار که به ماهواره کانادایی SCISAT متصل است، نشان داده است که اکسید نیتروژن در تمام فصول سال در کل اتمسفر وجود دارد، که در درجه اول به دلیل بارش و ریزش ذرات با انرژی زیاد است. اندازه گیری های انجام شده توسط این وسیله نشان دهنده آن است که واکنش های مختلف باعث ایجاد اکسید نیتروژن در ترموسفر پایینی نسبت به مزوسفر میانی تا بالایی می شود. ACE-FTS یک منبع ضروری و مهم برای پیش‌بینی میزان تخریب لایه ازن در استراتوسفر بالایی با مقایسه منابع مختلف انتشار اکسید نیتروژن در جو است.

## پایش ماهواره ای

### رصدخانه مدارگرد کربن (OCO-3 ,OCO-2, OCO)

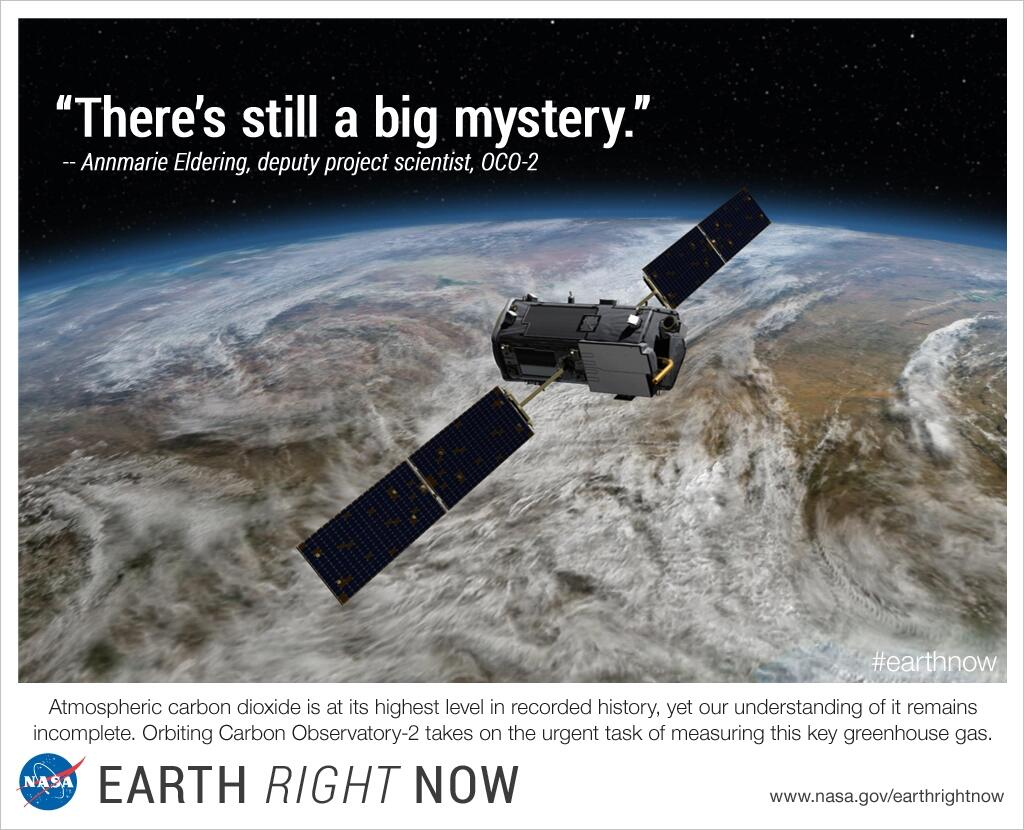
ماهواره مدارگرد کربن-2

رصدخانه کربن مداری (OCO) برای اولین بار در فوریه 2009 پرتاب شد اما به دلیل  پرتاب ناموفق از بین رفت. این ماهواره بار دوم در سال 2014 به خارج جو فرستاده شد که این بار رصدخانه کربن مداری-2 نام داشت و طول عمر آن حدود دو سال بود. این دستگاه از طیف سنج ها برای اندازه گیری  غلظت دی اکسید کربن حدود 24 بار در  ثانیه استفاده می کند.  اندازه‌گیری‌های انجام‌شده توسط OCO-2 می‌تواند برای مدل‌های جوی جهانی به کار گرفته شوند و به دانشمندان اجازه می‌دهد منابع کربن را زمانی که داده‌های دریافت شده آن با الگوهای باد تطابق داشته باشند، پیدا کنند. امروزه رصدخانه کربن مدارگرد-3 در ایستگاه فضایی بین المللی (ISS) کار می کند.

### ماهواره پایش و رصد گازهای گلخانه ای (GOSat)
مشاهدات ماهواره ای امکان پایش و رصد دقیق غلظت دی اکسید کربن و گاز متان را برای اهداف کوتاه‌مدت و بلند‌مدت به منظور تشخیص روند تغییرات آنها در طول زمان فراهم می‌کند. هدف این ماهواره که در ژانویه 2009 به فضا فرستاده شد، نظارت بر دی اکسید کربن و گاز متان موجود در جو و شناسایی منابع انتشار آنهاست. GOSat پروژه‌ای از سه نهاد اصلی: آژانس اکتشافات هوافضای ژاپن (JAXA)، وزارت محیط زیست (MOE) و موسسه ملی مطالعات محیطی (NIES) است. 

## ایستگاه های زمینی

### سیستم یکپارچه مشاهده کربن (ICOS)
سیستم یکپارچه مشاهده کربن در اکتبر 2015 در هلسینکی فنلاند به عنوان کنسرسیوم زیرساخت تحقیقاتی اروپا (ERIC) تاسیس شد. وظیفه اصلی ICOS ایجاد یک زیرساخت و بستر تحقیقاتی سیستم یکپارچه مشاهده کربن (ICOS RI) است که تحقیقات در مورد انتشار گازهای گلخانه‌ای و دلیل‌های انتشار آنها را آسان می‌کند. ICOS ERIC سعی دارد تا تحقیقات خود را با سایر تحقیقات در زمینه  انتشار گازهای گلخانه‌ای پیوند دهد تا  داده و اطلاعات منسجمی تولید و ارائه کند و آموزش و نوآوری را ارتقا دهد.